# نیکولاس لانگ
نیکولاس لانگ (انگلیسی: Nicholas Long؛ زادهٔ october ۶, ۱۹۸۹ (۳۵ سال)) دوچرخه‌سوار اهل ایالات متحده آمریکا است. وی در بازی‌های المپیک تابستانی ۲۰۱۲ و ۲۰۱۶ شرکت کرده است.